# ای داد بیداد
ای داد بیداد (به انگلیسی: My Oh My) نام ترانه‌ای استودیویی اثر آکوا که در سال ۱۹۹۷ خوانده شده است.